# Залла (Штирия)
Залла (нем. Salla (Steiermark)) — коммуна (нем. Gemeinde) в Австрии, в федеральной земле Штирия. 
Входит в состав округа Фойтсберг.  Население составляет 316 человек (на 31 декабря 2005 года). Занимает площадь 49,42 км². Официальный код  —  61619.

## Политическая ситуация
Бургомистр коммуны — Йохан Халлер (АПС) по результатам выборов 2005 года.
Совет представителей коммуны (нем. Gemeinderat) состоит из 9 мест.
- АНП занимает 4 места.
- АПС занимает 4 места.
- СДПА занимает 1 место.